# 1-ша гвардійська повітряно-десантна дивізія (СРСР)
1-ша гвардійська повітряно-десантна дивізія — військове з'єднання РСЧА в період  Німецько-радянської війни.

## Історія
Відповідно до наказу від 8 грудня 1942 року сформована в грудні 1942 року на базі управління 4-го повітряно-десантного корпусу (2-го формування) та 1-ї повітряно-десантної бригади.
Після формування включена до складу особливої групи військ під командуванням генерал-полковника Хозіна М. С., яка в середині лютого 1943 року зосередилась південніше Залуччя для введення в прорив у смузі наступу 1-ї ударної армії. В березні і серпні 1943 року вела без успіху наступальні бої з метою розгрому староруського угруповання супротивника і оволодіння містом Стара Русса. 18 серпня 1943 року дивізія перерізала автодорогу Стара Руса — Холм, вийшла на річку Порусья на ділянці сіл Чирікове — Котово і закріпила свої позиції. Після цих боїв була виведена в резерв на відпочинок і поповнення.
У вересні 1943 року направлена до складу Степового фронту. Брала участь у боях на заключному етапі звільнення Лівобережної України в районі східніше Кременчука. (жовтня форсувала Дніпро в районі острова Молдован, Солошине, Переволочна, перебуваючи в другому ешелоні армії. У жовтні — грудні 1943 року брала участь в наступальних боях на криворізькому та кіровоградському напрямках.
У січні — лютому 1944 року брала участь у Корсунь-Шевченківській операції, замкнувши кільце оточення ворожого угруповання в районі Звенигородки.
У березні — квітні 1944 року брала участь в Умансько-Ботошанській наступальній операції, в ході якої вийшла на лівий берег річки Дністер в районі Дубосари.
У ході Яссько-Кишинівської наступальної операції перебувала в другому ешелоні військ на мокшанському напрямку і 31 серпня 1944 року вступила до Бухареста.
Наприкінці вересня 1944 року дивізія вийшла на угорсько-румунський державний кордон північно-західніше міста Арад, звідки 6 жовтня розпочала наступ в ході Дебреценської операції радянських військ і вийшла на річку Тиса.
В листопаді 1944 року в ході Будапештської наступальної операції форсувала Тису і до кінця лютого 1945 року вийшла на річку Грон.
На заключному етапі війни брала участь в Братиславсько-Брновській та Празькій операціях.
В червні — липні 1945 року дивізія передислокована на територію Монголії, в район міста Чойбалсан, де в серпні 1945 року взяла участь в Хінгансько-Мукденській операції. Закінчила Другу Світову війну в районі Тунляо, вперше за час існування дивізії здійснивши висадку десантом.

## Повна назва
1-ша гвардійська повітряно-десантна Звенигородсько-Бухарестська Червонопрапорна, ордена Суворова 2-го ступеня дивізія

## Підпорядкування
- Резерв Ставки ВГК — на 1 січня 1943 року.
- Північно-Західний фронт, 68-ма армія — на 1 квітня 1943 року.
- Північно-Західний фронт, 34-та армія, 12-й гвардійський стрілецький корпус — на 1 червня 1943 року.
- Резерв Ставки ВГК, 82-й стрілецький корпус — на 1 вересня 1943 року.
- Степовий фронт, 37-ма армія, 82-й стрілецький корпус — на 1 жовтня 1943 року.
- 2-й Український фронт, 37-ма армія — на 1 січня 1944 року.
- 2-й Український фронт,53-тя армія, 49-й стрілецький корпус — на 1 квітня 1944 року.
- 2-й Український фронт, 53-тя армія, 24-й гвардійський стрілецький корпус — на 1 січня 1945 року.
- 2-й Український фронт, 53-тя армія, 57-й стрілецький корпус — на 1 квітня 1945 року.

## Склад
- 3-й гвардійський повітряно-десантний стрілецький полк
- 6-й гвардійський повітряно-десантний стрілецький полк
- 13-й гвардійський повітряно-десантний стрілецький полк
- 4-й гвардійський повітряно-десантний артилерійський полк
- 2-й гвардійський повітряно-десантний окремий протитанковий артилерійський дивізіон
- 521-й окремий самохідно-артилерійський дивізіон
- 5-та гвардійська повітряно-десантна окрема розвідувальна рота
- 7-й гвардійський повітряно-десантний окремий саперний батальйон
- 170-й гвардійський повітряно-десантний окремий батальйон зв'язку
- 9-та гвардійська повітряно-десантна окрема рота хімічного захисту
- 12-й окремий медико-санітарний батальйон
- 10-та окрема автомобільна рота

## Командири
- Казанкин Олександр Федорович (1942—1943), генерал-майор
- Кащеєв Борис Іванович (1943—1944), полковник
- Михеєнко Яків Семенович (1944), полковник
- Соболєв Дмитро Пилипович, (28 травня 1944 року — 11 травня 1945 року), полковник, з 29 травня 1945 року генерал-майор.

## Відомі воїни
- Купін Федір Миколайович — розвідник 5-ї гвардійської повітряно-десантної окремої розвідувальної роти, гвардії рядовий, Герой Радянського Союзу (Указ від 24 березня 1945 року).
- Литанов Петро Степанович — командир відділення 5-ї гвардійської повітряно-десантної окремої розвідувальної роти, гвардії сержант, Герой Радянського Союзу (Указ від 24 березня 1945 року).
- Литін Дмитро Костянтинович — командир відділення 5-ї гвардійської повітряно-десантної окремої розвідувальної роти, гвардії старший сержант, Герой Радянського Союзу (Указ від 24 березня 1945 року).
- Рощин Микола Андрійович — командир відділення саперного взводу 3-го гвардійського повітряно-десантного стрілецького полку, гвардії сержант, Герой Радянського Союзу (Указ від 24 березня 1945 року).
- Шатров Віктор Степанович — командир батальйону 3-го гвардійського повітряно-десантного полку, гвардії старший лейтенант, Герой Радянського Союзу (Указ від 22 лютого 1944 року).
- Бабич Андрій Федорович — командир відділення 7-го гвардійського повітряно-десантного окремого саперного батальйону, гвардії сержант, повний кавалер ордена Слави (III ступеня — 20 лютого 1944 року, II ступеня — 31 травня 1944 року, I ступеня — 28 квітня 1945 року).

## Нагороди та найменування
- 3 лютого 1944 року — присвоєно почесне найменування «Звенигородська».
- Жовтень 1944 року — присвоєно почётное найменування «Бухарестська».
- нагороджена орденом Червоного Прапора.
- нагороджена орденом Суворова 2 ступеня.

## Цікаві факти
З травня по грудень 1942 року в дивізії як «Син полку» служив Нікандров Василь Павлович, в подальшому — повний кавалер ордена Слави.